# Futebolista sul-americano do ano 2021
O prêmio de Futebolista sul-americano do ano de 2021, chamado de Rei da América, foi organizado pelo jornal uruguaio El País. O argentino Julián Álvarez, do River Plate, foi eleito vencedor com 28% dos votos. A definição ocorreu pela votação de mais de 200 jornalistas.

## Os três finalistas
| Posição | Jogador         | Nacionalidade | Clube       | Percentual dos votos |
| ------- | --------------- | ------------- | ----------- | -------------------- |
| 1°      | Julián Álvarez  | Argentina     | River Plate | 28%                  |
| 2°      | Gabriel Barbosa | Brasil        | Flamengo    | 21%                  |
| 3°      | Gustavo Gómez   | Paraguai      | Palmeiras   | 14%                  |

## Seleção do ano[3]
| Setor      | Jogador         | Nacionalidade | Clube                  |
| Goleiro    | Weverton        | Brasil        | Palmeiras              |
| Defesa     | Byron Castillo  | Equador       | Barcelona de Guayaquil |
| Defesa     | Junior Alonso   | Paraguai      | Atlético Mineiro       |
| Defesa     | Gustavo Gómez   | Paraguai      | Palmeiras              |
| Defesa     | Guilherme Arana | Brasil        | Atlético Mineiro       |
| Volante    | Willian Arão    | Brasil        | Flamengo               |
| Meio-campo | De Arrascaeta   | Uruguai       | Flamengo               |
| Meio-campo | Raphael Veiga   | Brasil        | Palmeiras              |
| Ataque     | Hulk            | Brasil        | Atlético Mineiro       |
| Ataque     | Gabriel Barbosa | Brasil        | Flamengo               |
| Ataque     | Julián Álvarez  | Argentina     | River Plate            |

## Treinador do ano[4]
| Posição | Treinador        | Nacionalidade | Time              | Percentual dos votos |
| ------- | ---------------- | ------------- | ----------------- | -------------------- |
| 1°      | Abel Ferreira    | Portugal      | Palmeiras         | 36%                  |
| 2°      | Marcelo Gallardo | Argentina     | River Plate       | 33%                  |
| 3°      | Lionel Scaloni   | Argentina     | Seleção Argentina | 20%                  |